# Polyommatus janetae
Polyommatus janetae är en fjärilsart som beskrevs av Evans 1927. Polyommatus janetae ingår i släktet Polyommatus och familjen juvelvingar. Inga underarter finns listade i Catalogue of Life.